# Le Valtin
Le Valtin is een gemeente in het Franse departement Vosges in de regio Grand Est en telt 91 inwoners (2009).
De gemeente maakt deel uit van het arrondissement Saint-Dié-des-Vosges en maakte deel uit van het kanton Fraize tot dit op 22 maart 2015 werd opgeheven en de gemeente werd opgenomen in het kanton Gérardmer.

## Geografie
De oppervlakte van Le Valtin bedraagt 20,2 km², de bevolkingsdichtheid is dus 4,5 inwoners per km².
De onderstaande kaart toont de ligging van Le Valtin met de belangrijkste infrastructuur en aangrenzende gemeenten.

## Demografie
Onderstaande figuur toont het verloop van het inwonertal (bron: INSEE-tellingen).